# Compagnie d'intervention

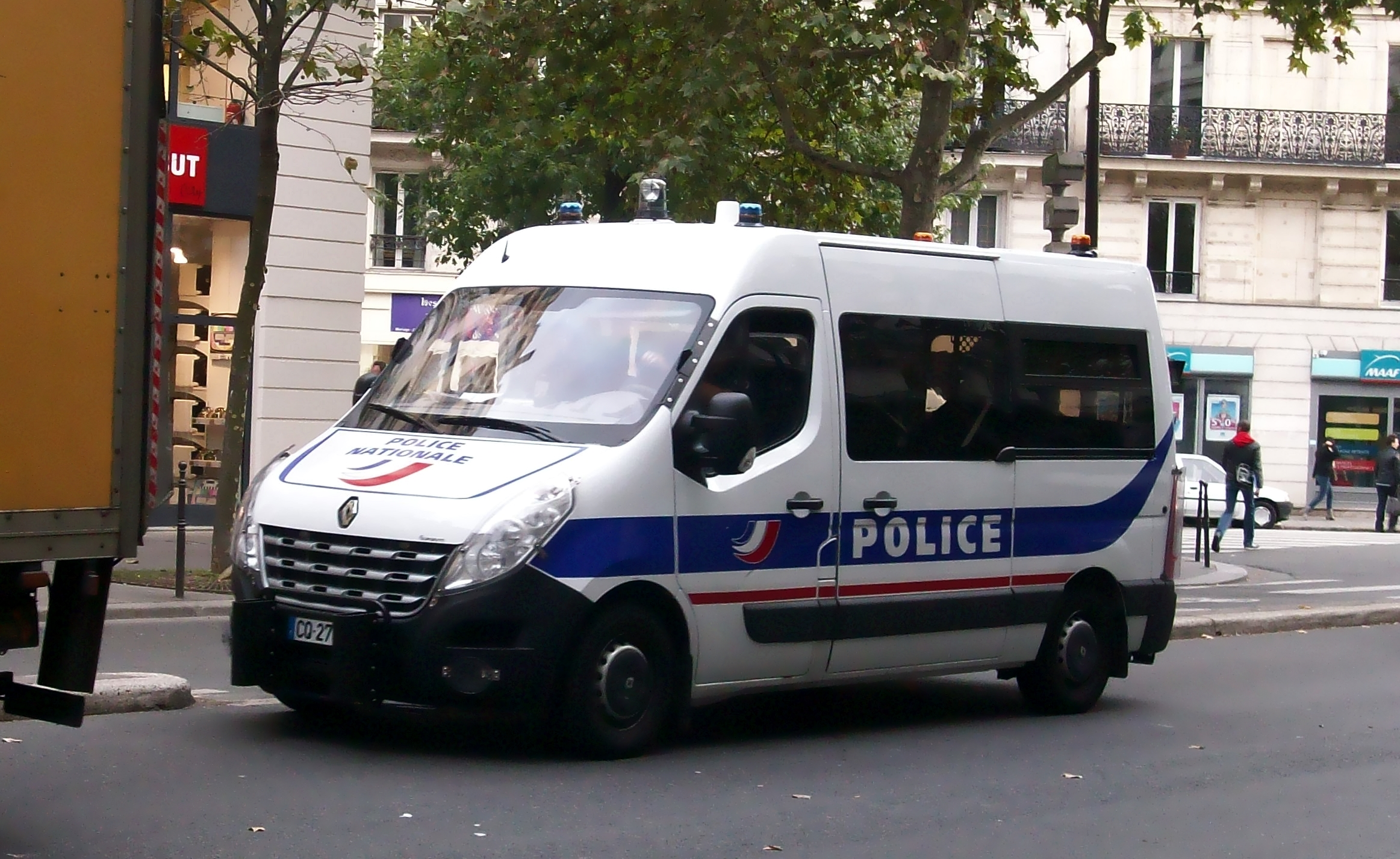
Fourgon Renault Master d'une compagnie d'intervention. Référent du parc automobile des compagnies pour la PP : le B/C "Pietra"

Les compagnies d'intervention ou CI, sont, en France, des unités de police urbaines spécialisées dépendant de la préfecture de police de Paris et appartenant à la Direction de l'ordre public et de la circulation (DOPC). Elles sont chargées entre autres du maintien et rétablissement de l'ordre public, de l'encadrement des événements majeurs et des manifestations festives ou revendications sur la voie publique, de la protection des personnes et des biens ainsi que du siège des institutions de la République et des représentations diplomatiques. Elles interviennent également en priorité lors de missions à haut risque et de tueries de masses.
Les compagnies d'intervention partagent de nombreux points communs avec les compagnies départementales d'intervention (CDI) et les compagnies de sécurisation et d'intervention (CSI) à la différence qu'elles sont davantage utilisées en matière de maintien de l'ordre et de sécurisation lors de grands événements. À la différence des CDI/CSI, les CI interviennent la plupart du temps sur les manifestations en formation BRAV (Brigade de repression de l'action violente), BRAV-L (légères), BRAV-N (nautique) ou BRAV-M (en moto) ce qui, à la différence du maintien de l'ordre classique, les rendent hautement plus mobiles afin de s'adapter rapidement aux mouvements des manifestants.
Depuis le décret no 2009-898 du 24 juillet 2009, les compagnies d'interventions sont également amenées à intervenir sur les trois départements limitrophes de Paris, dits « de la petite couronne », soit la Seine-Saint-Denis, le Val-de-Marne et les Hauts-de-Seine.

## Histoire

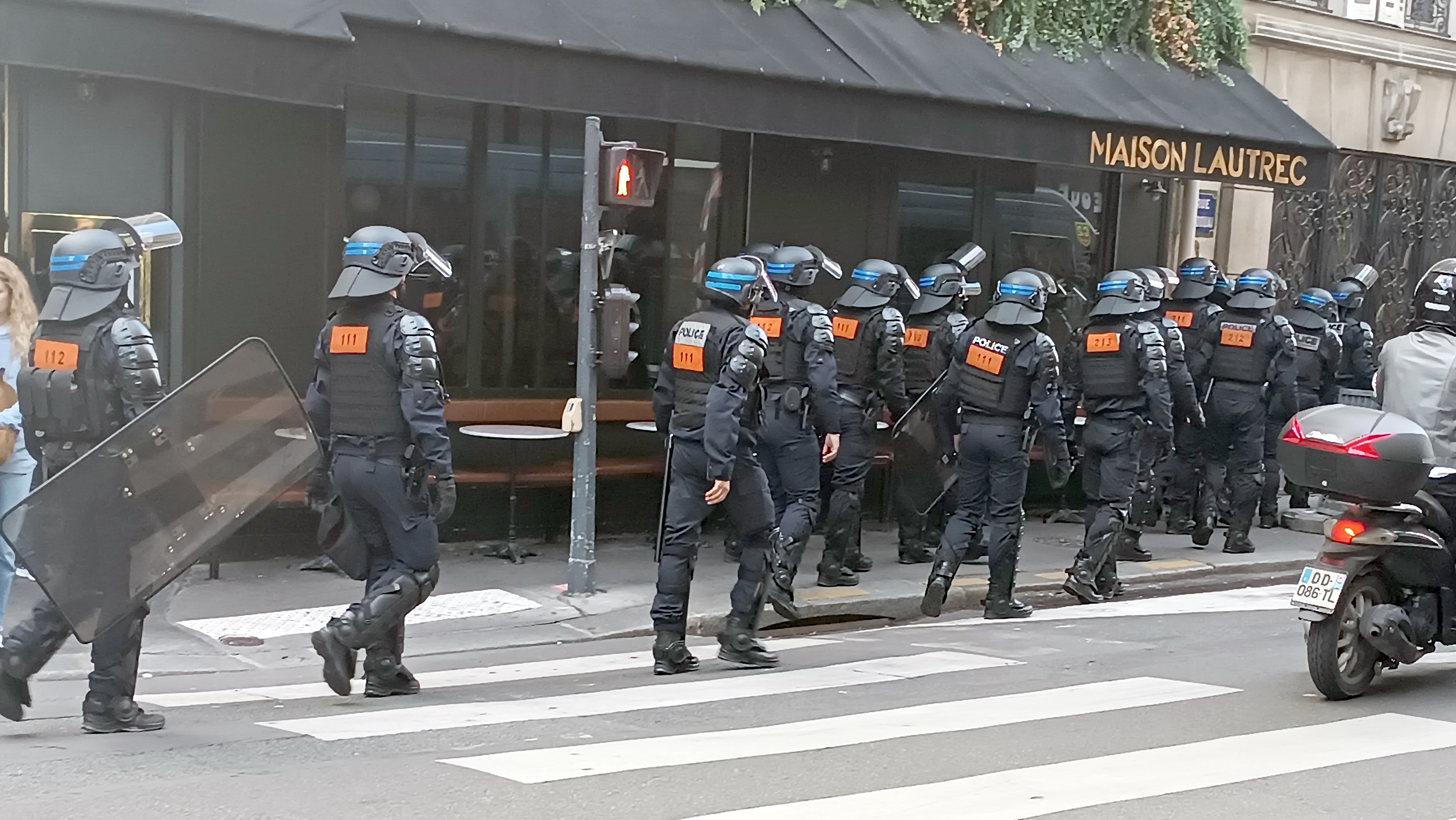
Compagnie d'intervention aux abords d'une manifestation en 2023.

1953, alors que le département de la Seine (Paris & petite couronne) est divisé en 9 districts, le Préfet de Police Jean BAYLOT crée 11 Compagnies d’Intervention (9 compagnies simples et 1 groupe de 2 compagnies). Chaque Compagnie est composée de quatre sections de 18 gardiens, 6 brigadiers et 1 officier de paix chacune, groupées deux par deux sous le commandement d'un officier de paix principal. Le parc roulant est alors composé de 4 cars Citroën P45 et de 2 cars de commandement. Les fonctionnaires n’ont pas de tenues M.O mais portent le bonnet de Police et sont dotés d’un casque et d’un bâton en acacia, le « bidule ». Ces compagnies assurent les services extérieurs, les réserves, sans être affectées à un secteur déterminé. En période paisible, elles peuvent être intégrées comme force d’appoint pour les brigades de voie publique dans les arrondissements. Dans ce cas, la tenue habituelle est celle des gardiens de la paix. Un seul signe permet de déceler leur appartenance aux compagnies de district : le numéro de leur képi. C’est un numéro de deux chiffres qui commence toujours par un huit.
1968, les effectifs des Compagnies d’Intervention durant les événements du mois de mai sont de 5424 fonctionnaires motorisés par des T45, T55 et des cars de groupes. L’équipement individuel est composé de casque, de lunettes, de bouclier, bâton de défense en caoutchouc, bâton de défense en bois et de grenades lacrymogènes.
1969, après les événements de 1968, les effectifs des Compagnies rebaptisées « Compagnies de District » seront portés à 3000. Il y a 7 groupes de Compagnies soit 14 Compagnies d’Intervention. Une nouvelle tenue est attribuée aux effectifs : casque à visière de plexiglas, bouclier transparent, blouson et pantalon bleus à l’épreuve du feu, rangers, gilet matelassé.
1971, redécoupage du SGAP Paris avec la création des DDPU (Direction Départementales des Polices Urbaines). Désormais chaque département de petite couronne (92, 93, 94) possède une CDI. Ainsi Paris reste avec 6 districts et 12 Compagnies d’Intervention.
1974, les Compagnies deviennent des réservoirs d’effectifs utiles à la création de nouveaux services. De nombreux effectifs rejoignent alors les UMS et le ‘métro’. Il ne reste plus que 6 Compagnies sur la capitale. Il faudra désormais déplacer en masse CRS & EGM sur Paris pour pallier la baisse d’effectifs des Compagnies d’Intervention de la PP.
1983, décision de supprimer 3 Compagnies sur 6. Transformation des 2, 3 et 4ème Compagnies en Brigades Mobiles d’Arrondissement (BMA). Durant les années 80, les missions des Compagnies vont évoluer. Lorsque celles-ci ne seront pas employées en MO, les RAD (Rondes Anti Délinquance) en véhicules légers ou cars de groupe sur les arrondissements de leur district d’appartenance vont se substituer aux « réserves d’Intervention », cour du 19 août à la Préfecture de Police.
1991, guerre du Golfe. Création de six compagnies de renfort aux Compagnies de District ou Brigades Mobiles d’Arrondissement titulaires. Les effectifs de renfort proviennent des commissariats d'arrondissements. Les Compagnies de renfort prennent en charge les « servitudes » et les Compagnies titulaires sont employées sur les maintiens de l’ordre.
1993, création d’une section ULI (Unité Légère d’Intervention) au sein de chaque Compagnie d’Intervention.
1994, réorganisation de fonctionnement et reprise de l’appellation Compagnies d’Intervention. Suppression des brigades (M1, M2, M3) afin de regrouper tous les effectifs en une seule prise. Chaque compagnie est placée sous l’autorité d’un Commandant et est composée de deux demi compagnies constituées chacune de deux sections et un groupe. Chaque demi compagnie est commandée par un officier de Paix Principal. Création d’une section de commandement et de services. Les 6 compagnies prennent les indicatifs 81 CI pour la 1ère Compagnie d’Intervention à 86 CI pour la 6ème Compagnie d’Intervention.
1999, scission de la Direction de la Sécurité Publique de la PP en 2 entités (DOPC & DPUP). Réorganisation des districts avec la suppression de 3 Districts et création de 3 groupes de Compagnies composés chacun de 2 Compagnies d’Intervention. Au sein de la DOPC, l’activité des Compagnies se recentre sur le MO & les SO divers. Les Compagnies prennent l’indicatif de leur district, à savoir pour le 1er District, 11 CI et 12 CI, pour le 2ème District 21 CI & 22 CI et pour le 3ème District 31 CI et 32 CI.
2012, création du Service du Groupement de Compagnies d’Intervention (SGCI). Il a pour mission d’harmoniser les pratiques, la doctrine d’emploi, la sélection des effectifs, le suivi de l’activité et la formation des unités.

## Organisation
Les compagnies d'intervention sont placées sous le commandement du Service du groupement des compagnies d'intervention (SGCI), appartenant à la Division d'information et d'intervention (DII), qui est gérée par la Sous-direction de l'ordre public de l'agglomération parisienne (SDOPAP).
Ces trois entités font partie de la Direction de l'ordre public et de la circulation (DOPC), elle même placée sous la direction de la Préfecture de Police de Paris qui gère l'emploi des forces de police sur le territoire de l'agglomération parisienne.
Chaque compagnie de jour compte 6 sections (ALPHA, BRAVO, CHARLIE, DELTA, ECHO, FOXTROT), ayant pour certaines une spécialité.
Il y a 3 sections USI (Unité de soutien et d'intervention), en l'occurrence ALPHA, CHARLIE et ECHO. Dites "sections lourdes", elles ont un rôle de soutien et de protection des unités légères lors des manifestations.

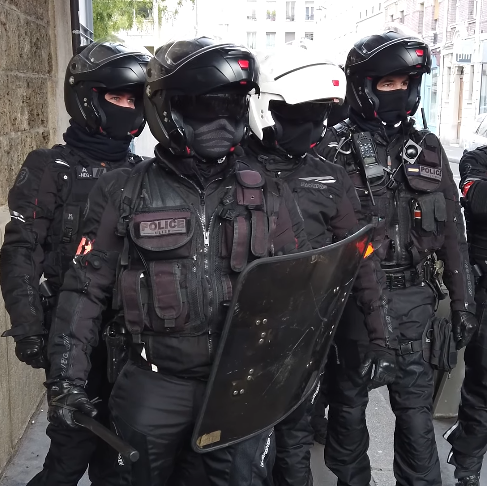
Section BRAV-M formée par une compagnie d'intervention.

Les autres sections de la compagnie sont des ULI (Unité légère d'intervention) qui ont principalement un rôle interpellateur lors des manifestations. Egalement, chaque ULI a une spécialité.
Parmi les 3 ULI il existe 2 sections ULI2R (Unité légère d'intervention et de réaction rapide), ces unités sont habilitées à intervenir très rapidement sur des situations d'attaque à main armée ou de tuerie de masse. Le rôle des ULI2R est de servir de primo intervenant en attendant l'arrivée des forces spéciales (comme le RAID ou la BRI). Le but est donc de faire stopper rapidement l'attaque, porter assistance aux victimes et si possible neutraliser la menace afin de limiter les dégâts humains.
La section BRAVO est une ULI NRBC, elle constitue le premier échelon d'intervention en crise NRBC et depuis peu a la capacité d'intervenir avec la Brigade fluviale de la préfecture de police de Paris.
La section DELTA est une ULI2R, de plus cette section est habilitée à former les unités moto BRAV-M (Brigades de répression de l'action violente motorisée).
La section FOXTROT est également une ULI2R. Celle-ci est habilitée à former les BRAV-L. En véhicules légers, plus mobiles, les BRAV-L sont créées pour faire davantage face aux violences urbaines (que l'on va différencier au maintien de l'ordre).
Les CI agissent aussi dans le cadre d'opérations de sécurisation ou de patrouilles anticriminalité dans les secteurs sensibles. 
Les sections ULI à la différence des sections USI sont également amenées à effectuer des renforts ponctuellement hors de l'agglomération Parisienne, par exemple lors du Sommet du G7 à Biarritz en 2019.

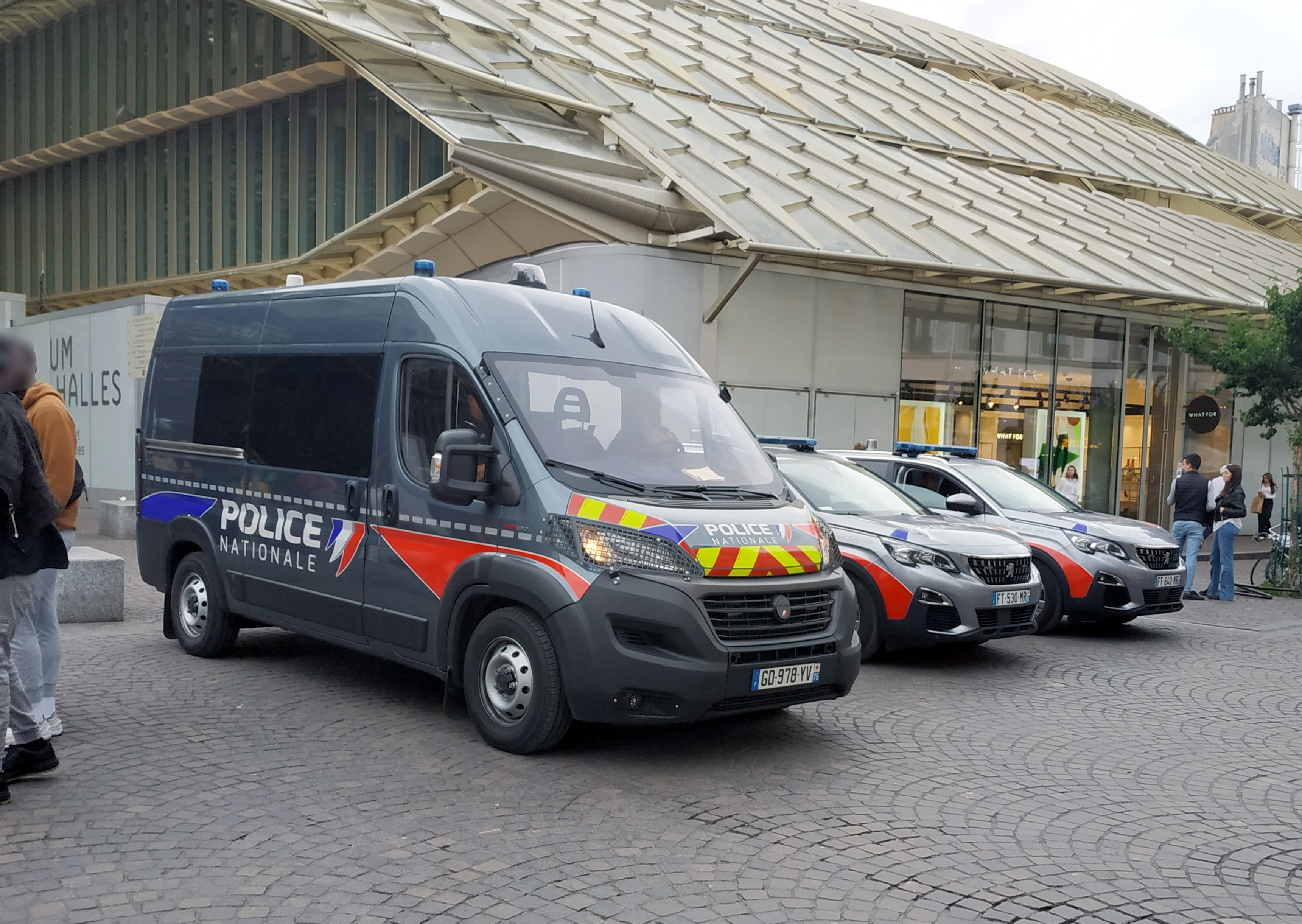
Véhicules de la BRAV-L ainsi que les nouveaux Fiat Ducato affichant une nouvelle sérigraphie.

## Missions
Les missions d'une compagnie d'intervention sont :
- Intervention, maintien et rétablissement de l'ordre en cas de troubles à l'ordre public, rassemblements illégaux, violences urbaines ou émeutes
- Renfort aux différentes circonscriptions de la Préfecture de Police de Paris dans le cadre de sécurisation (ou patrouilles anticriminalité) dans les secteurs sensibles et également lors d'opérations en zones aéroportuaires en soutien des unités de la Police aux frontières.
- Assurer la sécurité lors de services d'ordre à l'occasion d'un déplacement de personnalités politiques, d'une visite officielle, d'un grand événement (sommet de chefs d'État), de manifestation festive, d'un événement sportif ou de conflits sociaux.
- Escorte et protection de hautes personnalités, souvent en soutien du SDLP (service de la protection) ou du GIP (groupe d'intervention et de protection).
- Intervention de niveau 2 lors d'attaque terroriste et de tuerie de masse.
- Premier échelon d'intervention en matière NRBC.
- Intervenir en formation BRAV, BRAV-M, BRAV-L ou BRAV-N, unités éphémères créées les jours de grands événements fortement susceptibles de troubler l'ordre public.
- Protection des institutions de la république et garde des bâtiments sensibles.
- Effectuer de vastes opérations de contrôle routier.

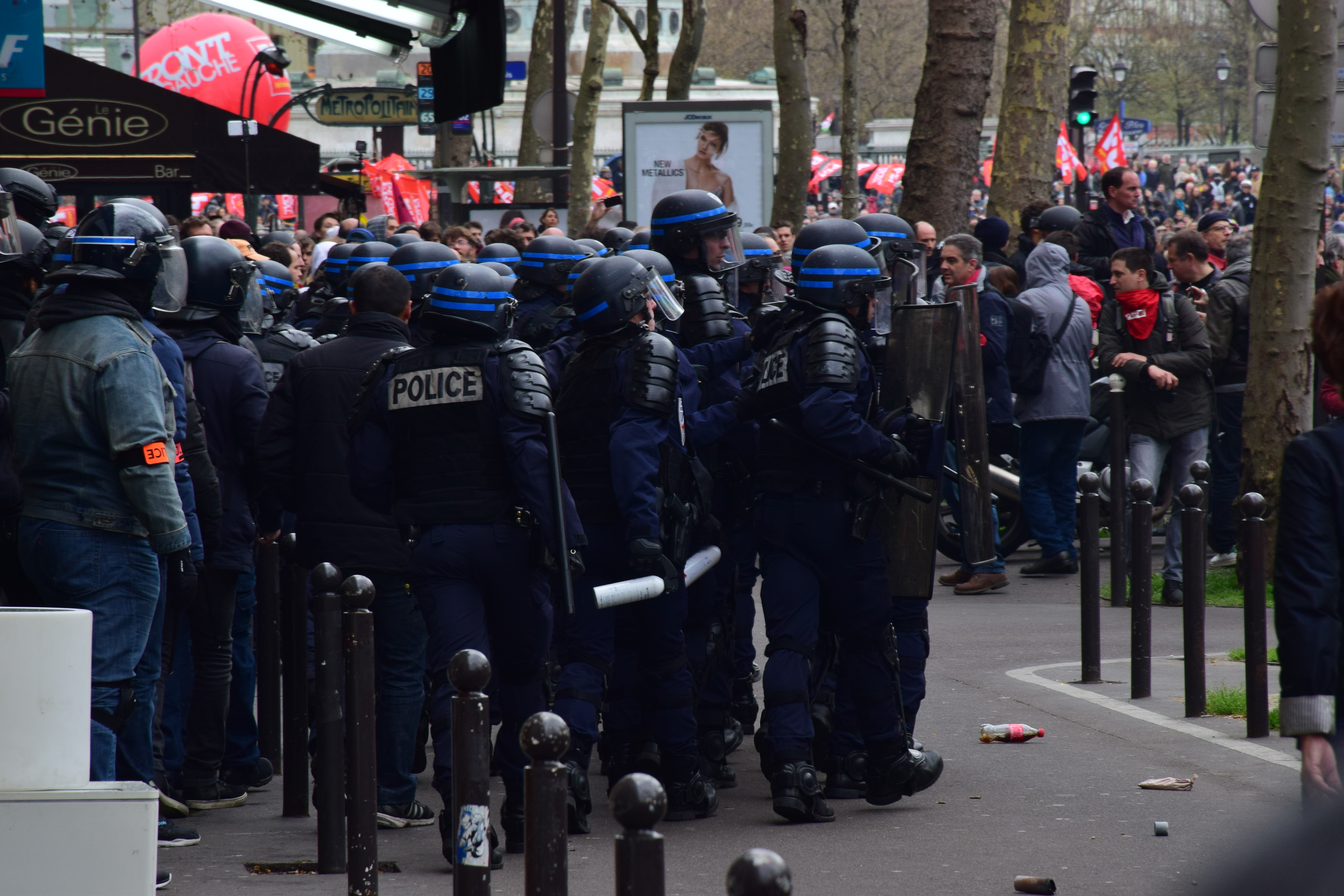
Section lourde d'une compagnie d'intervention lors d'une manifestation.

Intervenantes auparavant uniquement dans des missions de protection ou lors de services d'ordre et maintien de l'ordre, les compagnies d'intervention bénéficient depuis peu de moyens matériels et humains supplémentaires ainsi que de nouvelles formations et habilitations leur permettant d'accroitre leur polyvalence et ainsi de se voir attribuer de nouvelles missions.

## Localisation
Il existe sept compagnies d'intervention de jour et une compagnie de nuit à part. Les huit compagnies sont réparties en trois groupes dits "SOP" (service d'ordre public) :
- Les 11e et 12e CI forment le SOP 1 et se trouvent boulevard Bessières, dans le 17e arrondissement.
- Les 21e et 22e CI forment le SOP 2 et se trouvent avenue de la Porte-de-la-Villette, dans le 19e arrondissement. Egalement au même endroit se trouve la 24 BRAV-M (compagnie motocycliste), cette compagnie est à part, elle fournit les pilotes des BRAV-M.
- Les 31e et 32e CI forment le SOP 3 et se trouvent avenue de l'École-de-Joinville, dans le 12e arrondissement. La 23e CI (compagnie de nuit) se trouve rue Antoine-Julien Hénard, dans le 12e arrondissement.
- Les 41e et 42e CI (cette dernière est en cours de création) formeront, à terme, le SOP 4. Elles seront basées à Chevilly-Larue (Val-de-Marne).

## Formation et moyens matériels

### Formation
Les compagnies d'intervention sont des unités reconnues pour leur polyvalence. Elles sont spécialement formées à la gestion de foules, à l'encadrement de grands événements et à la protection des institutions et des hautes personnalité. En outre, ils doivent effectuer une formation stricte et continue afin de pouvoir faire face aux différentes missions à risque élevé, aux violences urbaines et autres cas de crises.

### Équipement et armement
Les agents bénéficient d'un important équipement comportant casque, protection corporelle, jambières, bouclier, bâton de défense souple ou tonfa. Lance-grenades « cougar », lanceur de balles de défense (LBD). Leur équipement est le même que celui des Compagnies républicaines de sécurité (CRS). Egalement, comme les CRS, les BAC et CSI/CDI, les équipages de CI peuvent être dotés de boucliers balistiques, de pistolets mitrailleurs ainsi que de fusils d'assaut permettant une réponse efficace en cas de tuerie de masse ou autre attaque à main armée.

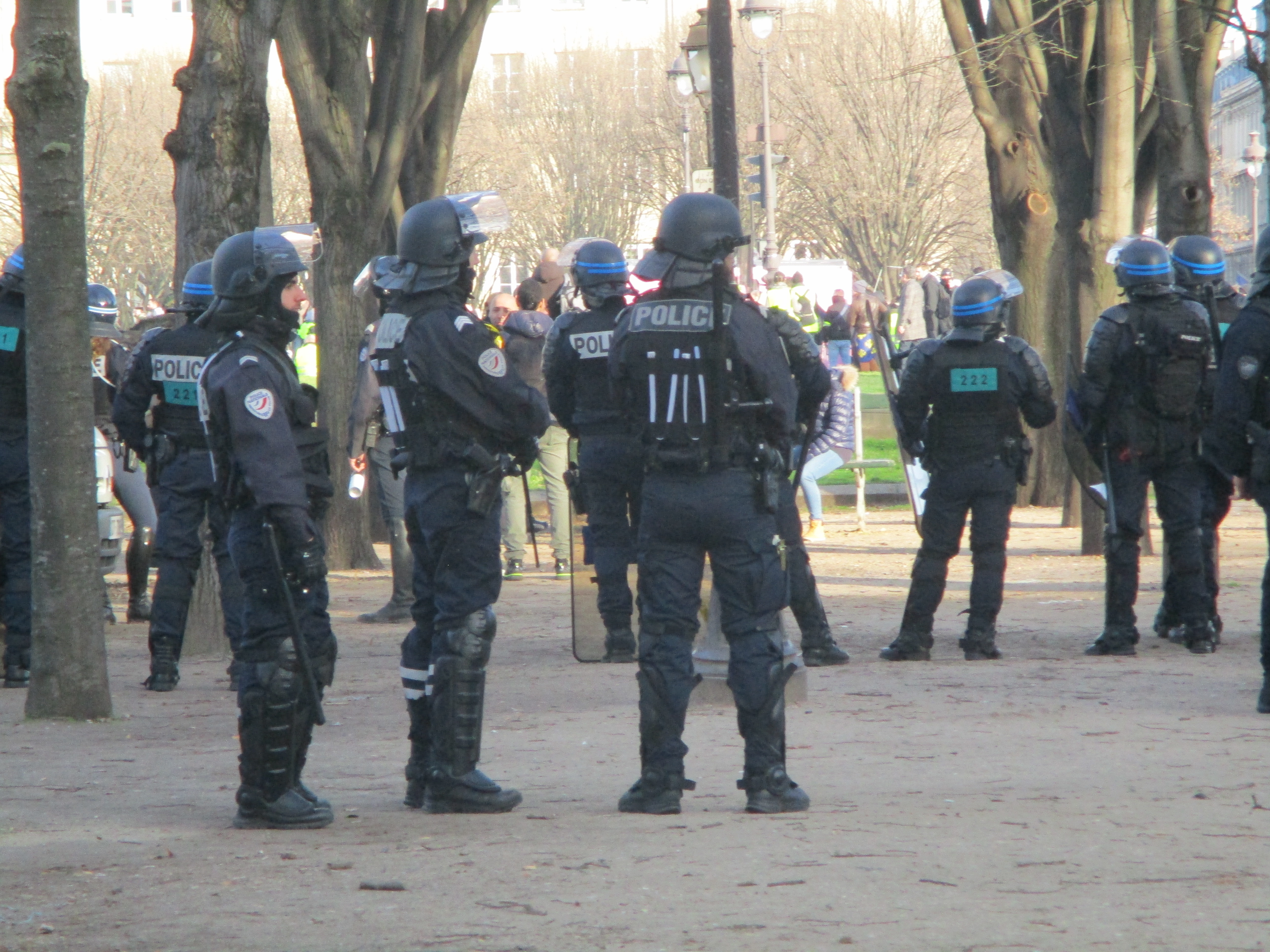
Policiers locaux en premier plan, policiers de la 12eme CI en second plan reconnaissables par leurs bandes vertes.

### Tenue et spécificité
Leur tenue est quasiment identique à celle des Compagnies républicaines de sécurité (CRS) à la différence que leurs casques comporte une bande bleu roi (alors que celle-ci est jaune pour les CRS), et que l'écusson de poitrine est celui de la Police nationale (alors qu'il est spécifique pour les CRS). On peut également les différencier à leur bande de couleur dans le dos, chaque couleur équivaut à une compagnie.

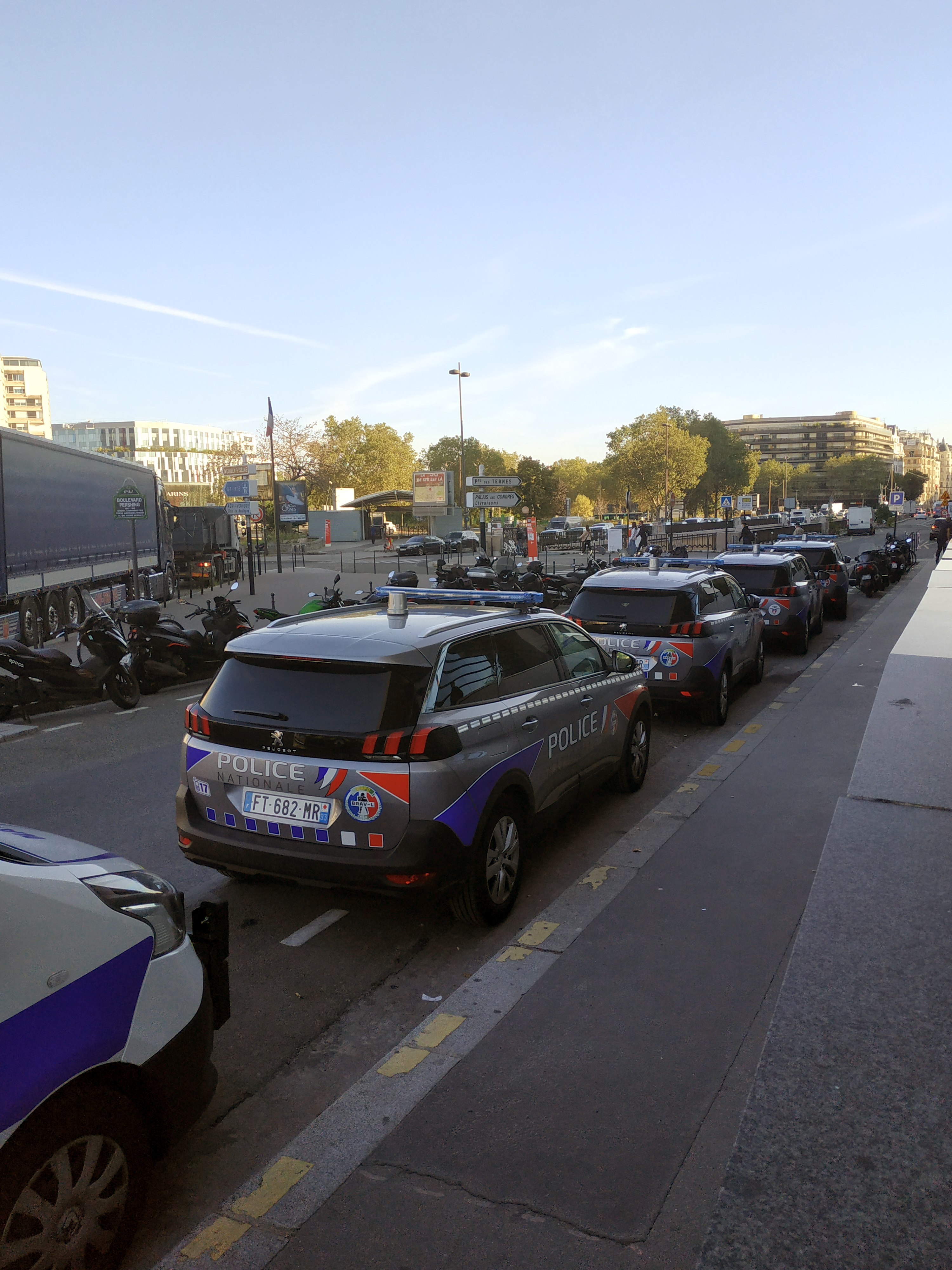
Véhicules de la BRAV-L, à Paris, circulant en majorité avec des Peugeot 5008.

- Gris pour la 11e CI
- Vert pour la 12e CI
- Bleu pour la 21e CI
- Blanc pour la 22e CI
- Orange pour la 31e CI
- Rouge pour la 32e CI
- Violet pour la 23e CI

### Véhicules en dotation
- Renault Trafic
- Peugeot Boxer
- Fiat Ducato
- Ford Transit
- Renault Master
- Renault Mascott
- Renault Scénic
- Renault Mégane
- Peugeot 5008 II
- Yamaha TDM 900
- Yamaha FZ6 Fazer